# Witkraagijsvogel
De witkraagijsvogel (Todiramphus chloris) is een wijdverspreide ijsvogelsoort die voorkomt in een enorm groot verspreidingsgebied dat reikt van Noordoost-Afrika tot Nieuw-Guinea. Eerder behoorden ook de torresijsvogel, (T. sordidus), de louisiadenijsvogel (T. colonus), de marianenijsvogel (T. albicilla), de Melanesische ijsvogel (T. tristrami) en de Pacifische ijsvogel (T. sacer) tot dit complex maar deze zijn afgesplitst als aparte soorten.

## Herkenning
De witkraagijsvogel is een gemiddeld grote ijsvogel die zo'n 22 tot 29 centimeter lang kan worden en een gewicht van 50 tot 90 gram kan bereiken. De kleuren van de veren variëren per ondersoort. De kleur van de bovendelen varieert van blauw tot groen, terwijl de onderzijde meestal wit of vaalgeel is. Ovallend is verder de witte kraag rond de nek. Sommige ondersoorten hebben een witte of vaalwitte gekleurde streep ter hoogte van de ogen. Andere soorten hebben weer een witte plek tussen de ogen en de snavel. Het bovendeel van de grote snavel is zwart. De onderzijde vaalgeel.
De vrouwtjes zijn gewoonlijk groener van kleur dan de mannetjes. Juveniele exemplaren zijn valer van kleur dan volwassen exemplaren en vertonen schubachtige schakeringen op de nek en borst.

## Verspreiding en leefgebied
De witkraagijsvogel komt voor in Noordoost-Afrika (langs de zuidkust van de Rode Zee), het westen en noordoosten van India via Myanmar, de hele Indische Archipel en het zuiden en westen van Nieuw-Guinea. 
Door afsplitsing van een aantal soorten is het aantal ondersoorten verminderd van 50 naar 14:
- T. c. abyssinicus: de zuidelijke kusten van de Rode Zee.
- T. c. kalbaensis: noordoostelijk Arabië.
- T. c. vidali: de westkust van India.
- T. c. davisoni: de Andamanen en Cocoseilanden.
- T. c. occipitalis: de Nicobaren.
- T. c. humii: van de oostkust van India tot zuidelijk Malakka en noordoostelijk Sumatra.
- T. c. armstrongi: van Myanmar tot Thailand, Indochina en zuidelijk China.
- T. c. laubmannianus: Sumatra (behalve het noordoosten), Borneo en de nabijgelegen eilanden.
- T. c. chloropterus: de eilanden nabij westelijk Sumatra (behalve Enggano).
- T. c. azelus: Enggano (nabij westelijk Sumatra).
- T. c. palmeri: Java, Bali en de nabijgelegen eilanden.
- T. c. collaris: de Filipijnen.
- T. c. chloris: van Sulawesi tot noordwestelijk Nieuw-Guinea en de Kleine Soenda-eilanden.
- T. c. teraokai: Palau (westelijke Carolinen).

Deze ijsvogel wordt vaak aangetroffen in kustgebieden vooral in mangrovebossen, zoutwatermoerassen, getijdekreken en jachthavens aan zee. Echter, in sommige delen van zijn verspreidingsgebied, vooral op eilanden, komen ze ook voor in het binnenland in licht bebost gebied, op berghellingen, agrarische gebied en tuinen. Deze ijsvogel is vaak te zien als hij op de uitkijk zit op een opvallende plek zoals een kale tak, kabels of een rotspunt.

## Status
De kans op de status kwetsbaar (voor uitsterven) uiterst gering omdat de vogel voorkomt in een reusachtig groot gebied. De grootte van de populatie is niet gekwantificeerd, maar de aantallen lopen terug. Echter, het tempo ligt onder de 30% in tien jaar (minder dan 3,5% per jaar). Om deze redenen staat witkraagijsvogel als niet bedreigd op de Rode Lijst van de IUCN.